# Evaneszenz

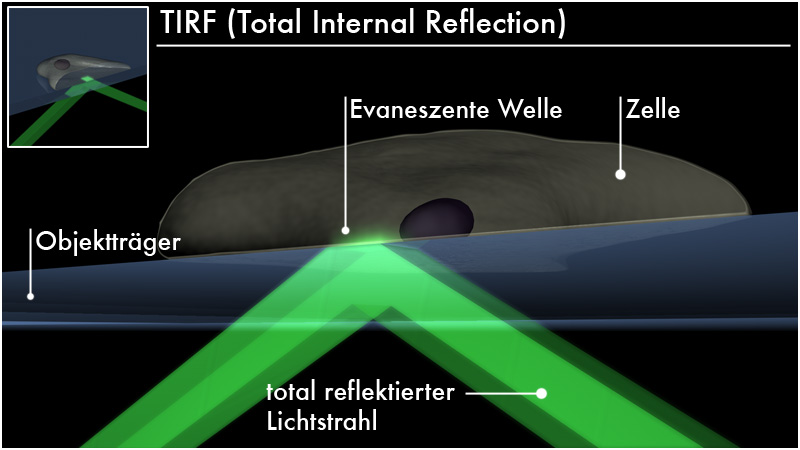
Evaneszente Welle in der internen Totalreflexionsfluoreszenzmikroskopie

Evaneszenz (lat. evanescere ‚verschwinden‘, ‚sich verflüchtigen‘) beschreibt das Phänomen, dass Wellen in ein Material, in dem sie sich nicht ausbreiten können, eindringen und unter dessen Oberfläche exponentiell abklingen. Evaneszente Wellen treten beispielsweise in der Optik an totalreflektierenden Grenzflächen und in der Akustik in Rohren oder anderen Leitungen auf.

## Allgemeine Beschreibung

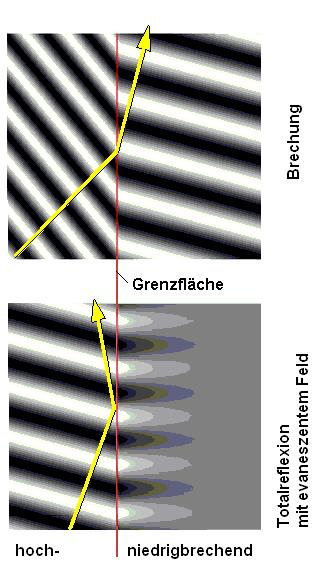
Evaneszente Felder hinter der Grenzfläche bei Totalreflexion. Gelb eingezeichnet sind die Ausbreitungsrichtungen der Wellen.

Trifft eine Welle auf ein Medium, in dem sie sich nicht ausbreiten kann, so fällt ihre Amplitude hinter der Grenzfläche nicht direkt auf Null ab, sondern klingt exponentiell ab. Diese abklingende Welle heißt evaneszent; sie kann durch einen komplexwertigen Wellenvektor beschrieben werden.
In der Quantenmechanik führt dies dazu, dass sich Teilchen in einem klassisch verbotenen Bereich aufhalten können, da in ihm die Aufenthaltswahrscheinlichkeiten (als Wahrscheinlichkeitsinterpretation einer Wellenmechanik) exponentiell absinken, aber noch vorhanden sind. Dies ermöglicht zum Beispiel den Tunneleffekt.
Evaneszente Wellen treten z. B. in oder hinter Flächen auf, an denen Wellen reflektiert werden. Da keine Energie wegtransportiert wird, gilt dies auch bei vollständiger Reflexion und Totalreflexion an einer Grenzfläche zweier Medien.

## Herleitung im Wellenbild
An der Grenzfläche, hinter der das evaneszente Feld auftritt, gelten die Stetigkeitsbedingungen für die Tangentialkomponenten des E-Feldes, und aus diesen folgt:
{\displaystyle \left({\vec {k}}_{e}-{\vec {k}}_{r}\right)\cdot {\vec {r}}=0}
{\displaystyle \left({\vec {k}}_{e}-{\vec {k}}_{t}\right)\cdot {\vec {r}}=0}
Dabei bezeichnet der Index e den einfallenden, der Index r den reflektierten und der Index t den transmittierten {\displaystyle k}-Vektor. Ebenso sind im Folgenden die Brechungsindizes der Medien beidseitig der Grenzfläche mit den Indizes der zugehörigen Wellenvektoren bezeichnet. Die Grenzfläche sei in der {\displaystyle x/z}-Ebene angesiedelt und beschrieben durch {\displaystyle y=0}. Es wird hier also ein 2D-Problem behandelt, das heißt, der Wellenvektor der einfallenden Welle liegt in der {\displaystyle x/y}-Ebene.
Berechnet man das Skalarprodukt in den obigen Stetigkeitsbedingungen und setzt für die {\displaystyle y}-Komponente des {\displaystyle r}-Vektors {\displaystyle 0} ein, so ergibt sich, dass die Komponenten tangential zur Grenzfläche (in {\displaystyle x}-Richtung) bei allen drei Wellenvektoren gleich sind.
{\displaystyle k_{e,x}=k_{r,x}=k_{t,x}}
Die {\displaystyle x}-Komponente des {\displaystyle k}-Vektors lässt sich auch mit dem Einfallswinkel {\displaystyle \varphi } beschreiben, der vom Lot auf die Grenzfläche aus gemessen wird. Der Betrag des Vektors wird durch die Dispersionsrelation beschrieben.
{\displaystyle k_{e,x}=\left|{\vec {k}}_{e}\right|\sin \varphi ={\frac {n_{e}\omega }{c}}\sin \varphi }
Das Gleiche gilt für den {\displaystyle k}-Vektor der transmittierten Welle:
{\displaystyle \left|{\vec {k}}_{t}\right|={\frac {n_{t}\omega }{c}}={\sqrt {k_{t,x}^{2}+k_{t,y}^{2}}}}
Stellt man diese Gleichung nach {\displaystyle k_{t,y}^{2}} um und setzt für {\displaystyle k_{t,x}} den oben hergeleiteten Ausdruck für {\displaystyle k_{e,x}} ein, erhält man
{\displaystyle k_{t,y}^{2}=\left({\frac {n_{t}\omega }{c}}\right)^{2}-\overbrace {\left({\frac {n_{e}\omega }{c}}\right)^{2}\sin ^{2}\varphi } ^{k_{t,x}^{2}=k_{e,x}^{2}}=\underbrace {\left({\frac {n_{t}\omega }{c}}\right)^{2}} _{k_{t}^{2}}\cdot \underbrace {\left(1-{\frac {n_{e}^{2}}{n_{t}^{2}}}\sin ^{2}\varphi \right)} _{<0}}

Die 1/e-Eindringtiefe des Feldes in Abhängigkeit vom Einfallswinkel, angegeben in Einheiten der Wellenlänge.

Der erste Faktor in diesem Produkt ist positiv. Der zweite Faktor wird jedoch negativ, weil der Einfallswinkel {\displaystyle \varphi } größer als der Grenzwinkel der Totalreflexion ist. Damit wird {\displaystyle k_{t,y}} imaginär.
{\displaystyle k_{t,y}=\pm \imath k_{t}\underbrace {\sqrt {{\frac {n_{e}^{2}}{n_{t}^{2}}}\sin ^{2}\varphi -1}} _{:=\beta }=\pm \imath \beta k_{t}}
Nun setzt man für den transmittierten Strahl eine ebene Welle mit Amplitude {\displaystyle A} an der Grenzfläche an:
{\displaystyle {\vec {E}}_{t}={\vec {A}}e^{\mathrm {i} \left({\vec {k}}\cdot {\vec {r}}-\omega t\right)}={\vec {A}}e^{-\beta k_{t}y}e^{\mathrm {i} k_{t,x}x-\mathrm {i} \omega t}}
Der Term mit {\displaystyle \beta } im Exponenten beschreibt den exponentiellen Abfall der Amplitude, je weiter die evaneszente Welle in {\displaystyle y}-Richtung fortschreitet. Aus {\displaystyle \beta } lässt sich auch explizit berechnen, wie stark die Amplitude der evaneszenten Welle in einem bestimmten Abstand hinter der Grenzfläche bereits abgefallen ist. Zur Orientierung bietet sich hier die Eindringtiefe an, nach der die Amplitude der Welle auf 1/e abgefallen ist.
{\displaystyle y_{{\frac {1}{e}},{\text{E}}}=d_{p}={\frac {1}{k_{t}\beta }}={\frac {1}{{\frac {2\pi }{\lambda _{t}}}{\sqrt {{\frac {n_{e}^{2}}{n_{t}^{2}}}\sin ^{2}\varphi -1}}}}={\frac {\lambda _{e}}{2\pi n_{e}{\sqrt {{n_{e}^{2}}\sin ^{2}\varphi -n_{t}^{2}}}}}}
Man beachte, dass es sich hierbei um einen Abfall der Amplitude handelt, nicht um die Intensität, also das Betragsquadrat der Amplitude. Die 1/e-Eindringtiefe der Intensität ergibt sich aus dem Betragsquadrat der Wellenfunktion:
{\displaystyle y_{{\frac {1}{e}},{\text{I}}}={\frac {1}{2k_{t}\beta }}}

## Quantenmechanische Herleitung
Evaneszenz kann quantenmechanisch behandelt werden. Dabei betrachtet man die Grenzfläche, an der die Totalreflexion auftritt, als eine eindimensionale Potentialstufe, an der ein Teilchen reflektiert wird.
{\displaystyle V(x)={\begin{cases}0&{\mbox{falls }}x<0\\V_{0}&{\mbox{falls }}x\geq 0\end{cases}}}
Um überhaupt Totalreflexion zu erhalten, muss die Energie {\displaystyle E} des Teilchens mit Masse {\displaystyle m} kleiner sein als die des Potentials ({\displaystyle 0<E<V_{0}}). Ein geeigneter Ansatz für die Wellenfunktion des Teilchens lautet damit:
{\displaystyle \Psi (x)={\begin{cases}e^{\mathrm {i} k_{e}x}+r\cdot e^{-\mathrm {i} k_{e}x}&{\mbox{falls }}x<0\\t\cdot e^{\mathrm {i} k_{t}x}&{\mbox{falls }}x\geq 0\end{cases}}}
Die aus {\displaystyle -\infty } einlaufende Welle wurde hier bereits auf 1 normiert. {\displaystyle k_{e}} und {\displaystyle k_{t}} berechnen sich mit diesem Ansatz aus der Schrödingergleichung. Weil das Potential größer ist als die Energie, wird {\displaystyle k_{t}} imaginär und es kann die neue Größe {\displaystyle \kappa _{t}} eingeführt werden.
{\displaystyle k={\begin{cases}k_{e}={\frac {1}{\hbar }}{\sqrt {2mE}}&{\mbox{falls }}x<0\\k_{t}={\frac {1}{\hbar }}{\sqrt {2m(E-V)}}={\frac {\mathrm {i} }{\hbar }}{\sqrt {2m|E-V|}}=:\mathrm {i} \kappa _{t}{\mbox{ mit }}\kappa _{t}\in \mathbb {R} &{\mbox{falls }}x\geq 0\end{cases}}}
Damit wird der Exponent der Exponentialfunktion für {\displaystyle x\geq 0} negativ reell und die Wellenfunktion beschreibt einen exponentiellen Abfall.
An der Potentialstufe müssen sowohl die Wellenfunktionen {\displaystyle \Psi } selbst als auch deren Ableitung {\displaystyle \Psi '} stetig sein. Durch Einsetzen von {\displaystyle x=0} erhält man:
{\displaystyle 1+r=t}
{\displaystyle \mathrm {i} k_{e}-\mathrm {i} rk_{e}=-t\kappa _{t}}
Durch Gleichsetzen lassen sich die Reflexions- und Transmissionskoeffizienten {\displaystyle r} und {\displaystyle t} der Wahrscheinlichkeitswelle bestimmen:
{\displaystyle r={\frac {\mathrm {i} k_{e}+\kappa _{t}}{\mathrm {i} k_{e}-\kappa _{t}}}}
{\displaystyle t=1+r={\frac {2\mathrm {i} k_{e}}{\mathrm {i} k_{e}-\kappa _{t}}}}
Die Wahrscheinlichkeitsamplitude, das Teilchen bei {\displaystyle x\geq 0} anzutreffen, ist wegen {\displaystyle t\neq 0} nicht null. Ebenso wenig ist die Wahrscheinlichkeitsamplitude der Reflexion genau 1. Anders jedoch die Betragsquadrate, die sich in {\displaystyle \mathbb {C} } durch Multiplikation mit dem komplex Konjugierten berechnen:
{\displaystyle R=|r|^{2}=1}
{\displaystyle T=|t|^{2}={\frac {4k_{e}^{2}}{\kappa _{t}^{2}+k_{e}^{2}}}}
Es findet also zu 100 % eine Reflexion statt und dennoch kann das Teilchen mit der Wahrscheinlichkeit {\displaystyle T} in die Barriere eindringen. Aus dem Energieerhaltungssatz wird mit {\displaystyle R=1} klar, dass die evaneszente Welle keine Energie transportiert. Analog zur 1/e-Eindringtiefe in der Optik kann in der Quantenmechanik eine x-abhängige Eindringwahrscheinlichkeit {\displaystyle W} aus dem Betragsquadrat der Wellenfunktion im Bereich der Barriere berechnet werden:
{\displaystyle W(x\geq 0)=T\cdot e^{-2\kappa _{t}x}={\frac {4k_{e}^{2}}{2mV_{0}/\hbar ^{2}}}\cdot e^{-2\kappa _{t}x}}
Die 1/e-Eindringtiefe ist damit {\displaystyle x_{\frac {1}{e}}={\frac {1}{2\kappa _{t}}}}. In der optischen Herleitung flossen die Eigenschaften der beiden Medien in den vergleichsweise komplizierten Ausdruck für {\displaystyle \beta } ein. In dieser quantenmechanischen Herleitung wurde das Problem insofern vereinfacht, als dass das Potential im Gebiet der einlaufenden Welle als Null gewählt wurde, was einem Brechungsindex von {\displaystyle n_{e}=1} entspricht. Außerdem wurde senkrechter Einfall angenommen, so dass die Winkelabhängigkeit, die sich bei der Herleitung im Wellenbild im Sinus-Term in {\displaystyle \beta } niederschlägt, nicht berücksichtigt ist.

## Nachweis und praktische Bedeutung

### Gestörte Totalreflexion

Aufgrund Auskoppelung evaneszenter Felder verhinderte Totalreflexion im Prisma

Bringt man zwei Glasprismen sehr nahe zusammen (siehe Abbildung), kann man Licht messen, wo keines sein dürfte, nämlich hinter dem zweiten Prisma (transmittierter Lichtstrahl): Aufgrund des evaneszenten Feldes hinter dem ersten Prisma kann Licht transmittiert werden, falls das zweite Prisma in das evaneszente Feld eintaucht. Die Intensität sinkt exponentiell mit dem Abstand der Prismen. Diesen Effekt nennt man verhinderte oder gestörte Totalreflexion (englisch frustrated internal total reflection, FITR), da eigentlich alles Licht nach oben reflektiert werden müsste. Dies ähnelt dem endlich hohen Potentialtopf in der Quantenmechanik, wo die Wellenfunktion im verbotenen Bereich exponentiell abklingt. Daher ist dieser Effekt auch als optischer Tunneleffekt bekannt. Bei speziellen Strahlteilern wird der beschriebene Effekt ausgenutzt, wobei durch den Abstand der Prismen das Verhältnis der Intensitäten zwischen transmittiertem und reflektiertem Strahl sehr genau eingestellt werden kann.
Der Effekt der gestörten Totalreflexion wird bei der ATR-Spektroskopie ausgenutzt, um Verunreinigungen und Fehler von Oberflächen und dünnen Schichten sichtbar zu machen (siehe auch: Evanescent Wave Scattering). Auch die optische Nahfeldmikroskopie und die interne Totalreflexionsfluoreszenzmikroskopie (TIRF) nutzen evaneszente Wellen.

### Sichern der Reflexion
In Lichtwellenleitern befinden sich evaneszente Wellen im niedrigbrechenden Mantel (englisch cladding) der Faser. Der Mantel verhindert einen Strahlungsaustritt aus dem Faserkern, indem er verhindert, dass sich Schmutz oder Wasser dem evaneszenten Feld um den Kern nähern und so die Totalreflexion stören können.
Die aus Lochblech bestehende Tür von Mikrowellenherden muss durch eine zusätzliche Scheibe geschützt werden, da die Mikrowellen (Wellenlänge im Zentimeterbereich) im Ofeninneren zwar nicht durch die Tür gelangen können, jedoch unmittelbar hinter den Löchern evaneszente Felder erzeugen, die bei Annäherung z. B. eines Fingers zur Auskoppelung von Mikrowellen führen würden.